# Bartolomeo della Gatta

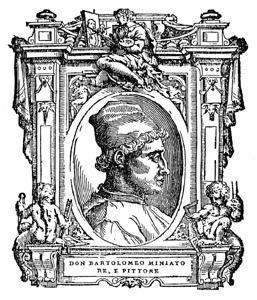
Ritratto di Bartolomeo della Gatta, edizione del 1568 delle Vite di Vasari

Bartolomeo della Gatta, pseudonimo di Pietro di Antonio Dei (Firenze, 1448 – Arezzo, 1502), è stato un pittore, miniatore, religioso e architetto italiano.

## Gli anni della formazione
Figlio di un orafo, venne iscritto dal padre alla corporazione dei maestri orafi fiorentini alla sola età di cinque anni.
Più tardi frequenterà la bottega del Verrocchio dove farà conoscenza con i più grandi artisti dell'epoca, fra i quali Botticelli, Ghirlandaio, Leonardo da Vinci, Lorenzo di Credi, Perugino e Luca Signorelli. La formazione da orafo e la frequentazione di una delle botteghe fiorentine più poliedriche lo ha reso uno degli artisti più versatili del suo tempo: oltre a pittore, fu infatti anche miniatore, architetto, e costruttore di organi.
Inoltre, mentre lavorava ad Arezzo e a Urbino, Bartolomeo della Gatta molto probabilmente frequentò altri grandi artisti come Piero della Francesca e Donato Bramante.

## La monacazione
Verso il 1468 Bartolomeo decise di prendere i voti sacri; dal marzo 1481 ricoprì l’importante carica di priore del monastero camaldolese di San Clemente di Arezzo. In seguito divenne abate dell'abbazia di San Clemente.

## La carriera d'artista

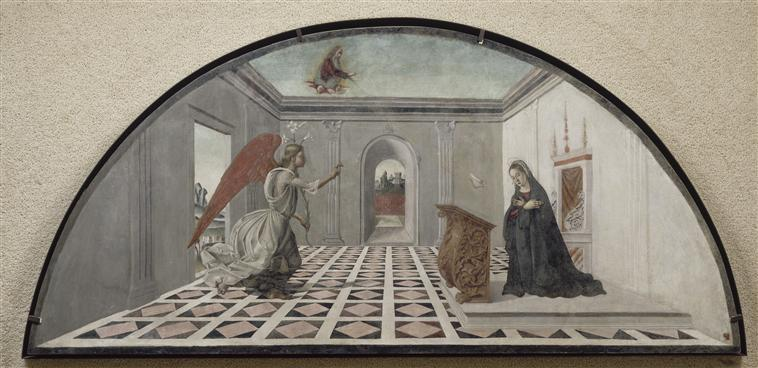
Annunciazione, Bartolomeo della Gatta

Bartolomeo della Gatta fu attivo in particolar modo nella Toscana dell'est, ad Arezzo e in altre località del territorio provinciale come Sansepolcro, Cortona, Castiglion Fiorentino e Marciano della Chiana, anche se alcune opere si trovano oggi anche a Roma e a Urbino.

### Arezzo
Fra le opere presenti ad Arezzo possiamo citare le seguenti:
- S. Girolamo penitente (Museo Diocesano)
- Madonna in trono col Bambino tra i Santi Fabiano e Sebastiano (Museo Diocesano) in collaborazione con l'allievo Domenico Pecori
- Ritratto del beato Filippo da Faenza (Museo Diocesano, già nella chiesa di S. Pier Piccolo)
- S. Rocco allontana da Arezzo il flagello della peste (Museo statale d'arte medievale e moderna)
- S. Rocco davanti alla Fraternita dei Laici (Museo statale d'arte medievale e moderna)
- Visione di S. Bernardo (Museo statale d'arte medievale e moderna, già nella facciata della chiesa di S. Bernardo)
- Urna delle reliquie dei Ss. Lorentino e Pergentino (Museo statale d'arte medievale e moderna), attribuita anche a Niccolò da Sansepolcro
- S. Lorenzo (affresco) (chiesa di Badia)
- Affresco perduto nella chiesa di S. Donato in Cremona
- Affresco perduto nella chiesa di S. Agostino
- Progetto della chiesa della SS. Annunziata
- Organo disperso nella chiesa demolita di S. Clemente
- Organo disperso nella chiesa di S. Domenico
- Organo disperso nella chiesa di S. Francesco
- Pittura dispersa nell'ex-Monastero di S. Chiara Novella
- Affresco perduto nella chiesa di S. Bernardo
- Loggia tra il Palazzo Vescovile e il Duomo
- Dipinti perduti nel Palazzo Vescovile
- Dipinti perduti nel monastero di S. Orsola
- Suoi manoscritti nella Biblioteca della Città di Arezzo

### Castiglion Fiorentino
Alcune opere di Bartolomeo della Gatta sono presenti a Castiglion Fiorentino:
- S. Francesco stimmatizzato (tavola) (Pinacoteca Comunale)
- S. Michele Arcangelo (Pinacoteca Comunale)
- Madonna col Bambino in trono e Santi (collegiata di S. Giuliano)

### Cortona
Un'opera di Bartolomeo della Gatta è presente a Cortona:
- Assunzione (Museo diocesano, dalla chiesa di S. Domenico)

### Marciano della Chiana
Un'opera di Bartolomeo della Gatta è presente a Marciano della Chiana:
- Madonna col Bambino e Santi (chiesa dei Santi Andrea e Stefano)

### Firenze
Un'opera di Bartolomeo della Gatta è presente a Firenze:
- S. Rocco (Museo Horne)

### Lucca
Alcune opere di Bartolomeo della Gatta sono oggi presenti a Lucca:
- Corali miniati (Duomo)

### Roma - Città del Vaticano
Alcune opere di Bartolomeo della Gatta sono presenti a Roma:
- Testamento e morte di Mosè (in collaborazione con Luca Signorelli), Cappella Sistina

### Città di Castello
Affresco presente presso il monastero delle Cappuccine di Santa Veronica Giuliani, in un ambiente a pianta rettangolare, oggi utilizzato come coro delle monache, nel quale è probabilmente da riconoscersi la chiesa interna del precedente monastero olivetano. Nella parete di fondo, che lo separava dalla chiesa aperta ai laici, si trova ancora oggi un affresco con la Madonna col Bambino e i Santi Martino e Benedetto, questi ultimi patroni del precedente cenobio. L'affresco, attribuibile a Bartolomeo della Gatta, rimasto occultato dal Settecento da una tela e parzialmente danneggiato dalla cornice in stucco di essa, è stato restaurato nel 1995.

### Sansepolcro
Un'opera di Bartolomeo della Gatta è presente a Sansepolcro:
Crocifissione, affresco, Duomo di Sansepolcro
- Madonna con Bambino, affresco, Duomo di Sansepolcro

### Urbino
Un'opera di Bartolomeo della Gatta è presente ad Urbino:
- Miniatura in un corale del Duomo
- volto di Cristo all'interno del Palazzo Ducale

### Stile e influenze
Nelle sue pitture, Bartolomeo della Gatta ha mescolato stili e tendenze artistiche differenti: dal naturalismo, tendenza con cui ha iniziato la sua vita artistica, alla concezione di volume e di luce, ispirata dagli studi del Perugino e di Piero della Francesca.
Proprio di quest'ultimo genio aretino raccoglie idealmente il testimone, continuando a svilupparne, nei medesimi luoghi, le epocali illuminazioni.